# 증권거래세
증권거래세(證券去來稅, Securities Transaction Tax=STT)는 증권거래소를 통해 거래되는 유가증권의 가치에 대해 양도가액을 기준으로 부과하는 세금을 말한다. 원칙적으로 국세이면서 유통세이다.

## 대한민국
증권거래세가 1963년부터 실시되다가 자본시장육성책의 일환으로 1971년에 폐지되었다. 그러나 1978년에 세수를 증대하고 자본시장에서의 단기성 투기행위를 억제하기 위해 다시 증권거래세법이 제정되어 시행되고 있다. 현행 증권거래세는 상장주식을 팔 때 이익과 손실에 상관없이 매도 대금의 일정비율을 세금으로 떼도록 하고있는데 유가증권시장과 코스닥에 적용하는 비율은 다르다. 그로 인해, 코리아 디스카운트요인으로 작용되어 폐지하자는 주장이 끊임없이 나온다.

### 과세대상
제2조(과세대상) 주권 또는 지분의 양도에 대해서는 이 법에 따라 증권거래세를 부과한다. 다만, 다음 각 호의 어느 하나에 해당하는 양도에 대해서는 증권거래세를 부과하지 아니한다.
1. 증권시장과 비슷한 시장으로서 외국에 있는 시장(대통령령으로 정하는 시장만 해당하며, 이하 이 조에서 “외국증권시장”이라 한다)에 상장된 주권등을 양도하는 경우
2. 외국증권시장에 주권등을 상장하기 위하여 인수인(「자본시장과 금융투자업에 관한 법률」 제9조제12항에 따른 인수인을 말한다. 이하 같다)에게 주권등을 양도하는 경우

### 세율
제8조(세율) ① 증권거래세의 세율은 1만분의 35로 한다. 다만, 2021년 1월 1일부터 2022년 12월 31일까지는 1만분의 43으로 한다.
- 2023년에는 코스피 0.05%, 코스닥 0.20%
- 2025년에는 코스피 0%, 코스닥 0.15%로 인하예정

## 해외

### 서구권
미국,독일 등엔 증권거래세가 없다. 투자자가 주식을 팔아 돈을 벌었을 때만 이익금에 양도소득세를 매긴다. 스웨덴은 1984년 주식 취득 및 양도에 대해 0.5% 세율을 적용하는 증권거래세를 도입했다가, 주식시장 거래물량의 절반 이상이 영국 등 해외로 빠져나가자 1991년 증권거래세를 폐지했다.

### 아시아
일본은 1989년 증권거래세율을 기존 0.55%에서 0.3%로 내린 뒤, 10년에 걸쳐 증권거래세와 양도소득세를 병행 부과하면서 단계적으로 인하했다. 1999년 일본 정부는 증권거래세법을 폐지했다.
인도는 2016년 현재기준, 인도 기반 주식 거래의 경우 0.1%이다. 원래 2004년 당시 인도 재무장관인 P. Chidambaram이 양도소득세의 조세 회피를 막기 위해 도입했다. 정부는 중개인과 무역 공동체의 수년간의 항의 끝에 2013년 예산에서 세금을 줄였다. 인도 기반 주식 거래에 대한 개정된 증권거래세는 회전율의 0.1%이다. 선물의 경우 매도 측에서만 세금이 0.01%로 인하되었다. 주식 옵션의 경우 증권거래세는 프리미엄 금액의 매도 측에서 0.05%로 감소했다. 나머지 세금 구조는 그대로 유지된다.